# Фадерсдоттер, Гёрвель
Гёрвель Фадерсдоттер (англ. Görvel Fadersdotter; 1517—1605) — шведская дворянка, крупный землевладелец и государственный деятель (ленсман).

## Биография
Родилась в 1517 году (по другим данным в 1509 году) в семье шведа Фадера Нильссона из рода Спарре (умер около 1523) и его жены Бодил Кнутсдоттер (умерла 1520) из Норвегии.
Рано стала сиротой и богатой наследницей. Её дед по материнской линии — Кнут Альвссон был крупнейшим землевладельцем в Норвегии. Когда он восстал против датского короля и перешел на сторону шведов в 1501 году, его владения были конфискованы датской короной после того, как он был убит. Это имущество, состоящее из 200 поместий в Норвегии и Дании, позже было передано Гёрвель Фадерсдоттер.
Современниками Гёрвель Фадерсдоттер описывалась как умная и амбициозная женщина. В 1574 году она отказалась от своих требований по долгам, которые ей причитала датская корона, и получила взамен поместье Троллеберг, где стала администратором графства. Позже она обменяла эту собственность с королем Дании Фридрихом II на эквивалентную компенсацию в Сконе. Между 1582 и 1599 годами она даровала датской короне свои норвежские владения в Nordenfjeldske Norge, Giskegodset, Finnegodset и Bjarkøygodset, получив в 1582 году поместье Бёррингеклостер в Сконе и несколько небольших приходов. В 1601 году она сделала короля Дании Кристиана IV наследником своих датских и шведских земель. Шведские владения Гёрвель Фадерсдоттер были конфискованы во время Северной семилетней войны, но были возвращены во время датско-шведского договора во Флаккебеке в 1603 году.

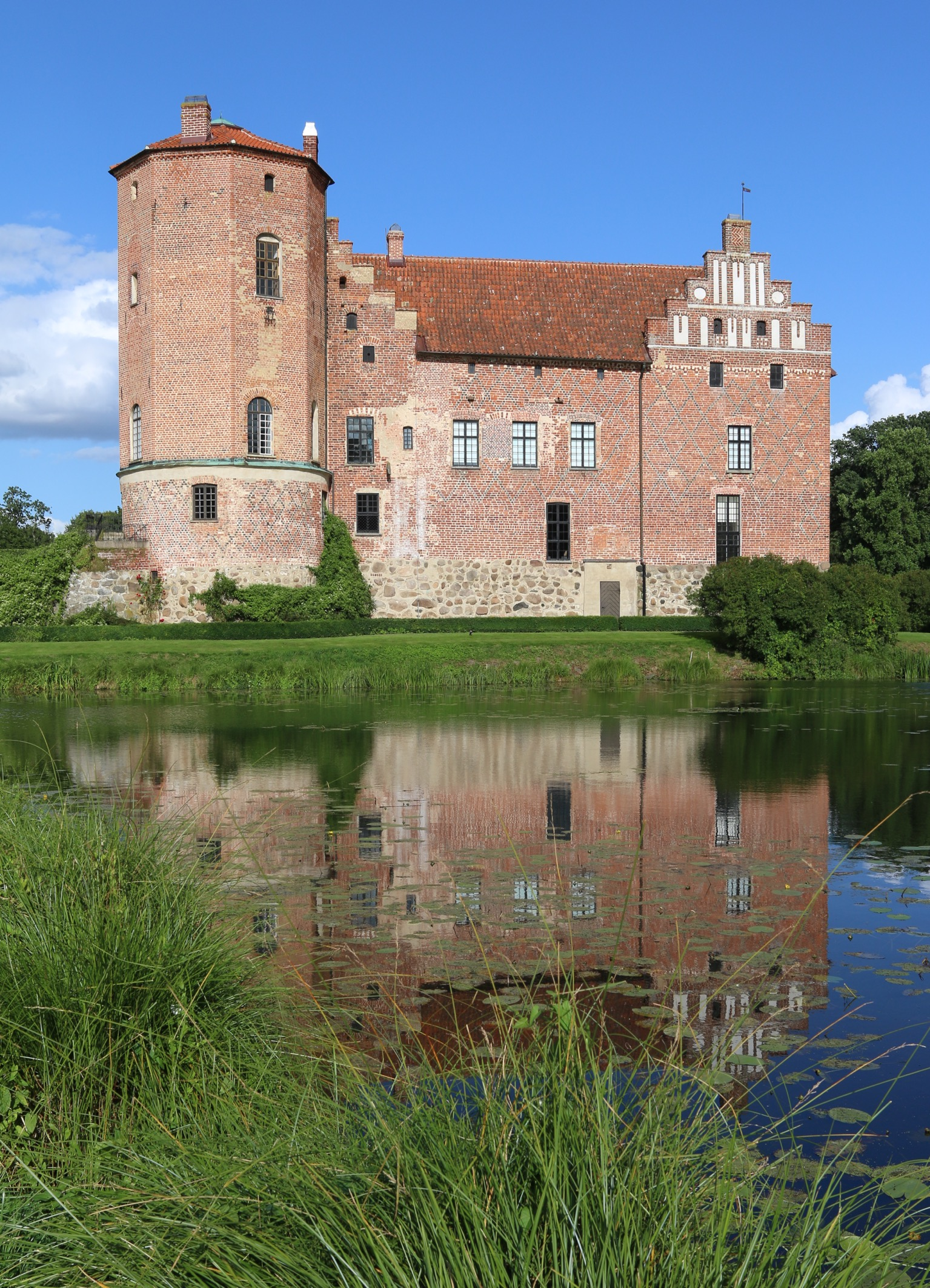
Замок Торуп в 2017 году

Гёрвель Фадерсдоттер владела своими поместьями с помощью хороших управляющих, получала огромную прибыль от своих земель и построила, в частности, замок Торуп в Сконе по своему собственному проекту. Она посетила Норвегию только один раз, но с 1530-х годов была частым гостем датского короля, как и он у неё. Среди своих поместий она предпочитала жить в Бёррингеклостере, где и умерла 20 апреля 1605 года.
Была похоронена в Лундском соборе, где сохранилось её надгробие и портрет на одной из стен храма.

### Личная жизнь
Гёрвель Фадерсдоттер была трижды замужем (каждый раз становившись вдовой): с 1532 года — за шведским членом риксрода Педером Нильсоном Грипом (1507—1533); с 1534 года — за датским членом риксрода Труидом Ульфштандом (1487—1545); с 1547 года — также за датским тайным советником Лаве Браге (1500—1567). У неё был один ребёнок — сын Нильс Ульфштанд (1535—1548), который умер от чумы во время поездки со своим отчимом.
Во время своего второго брака Фадерсдоттер уехала из Швеции в крепость Варберг в тогдашнем датском (ныне шведском) Халланде, где её супруг был администратором графства. Во время графских распрей за датский престол она некоторое время содержалась в заключении, но затем датский монарх стал опекуном Гёрвель Фадерсдоттер для дальнейшей защиты её интересов. После смерти сына она стала полностью контролировала большие земельные территории.